# 韓国の漫画

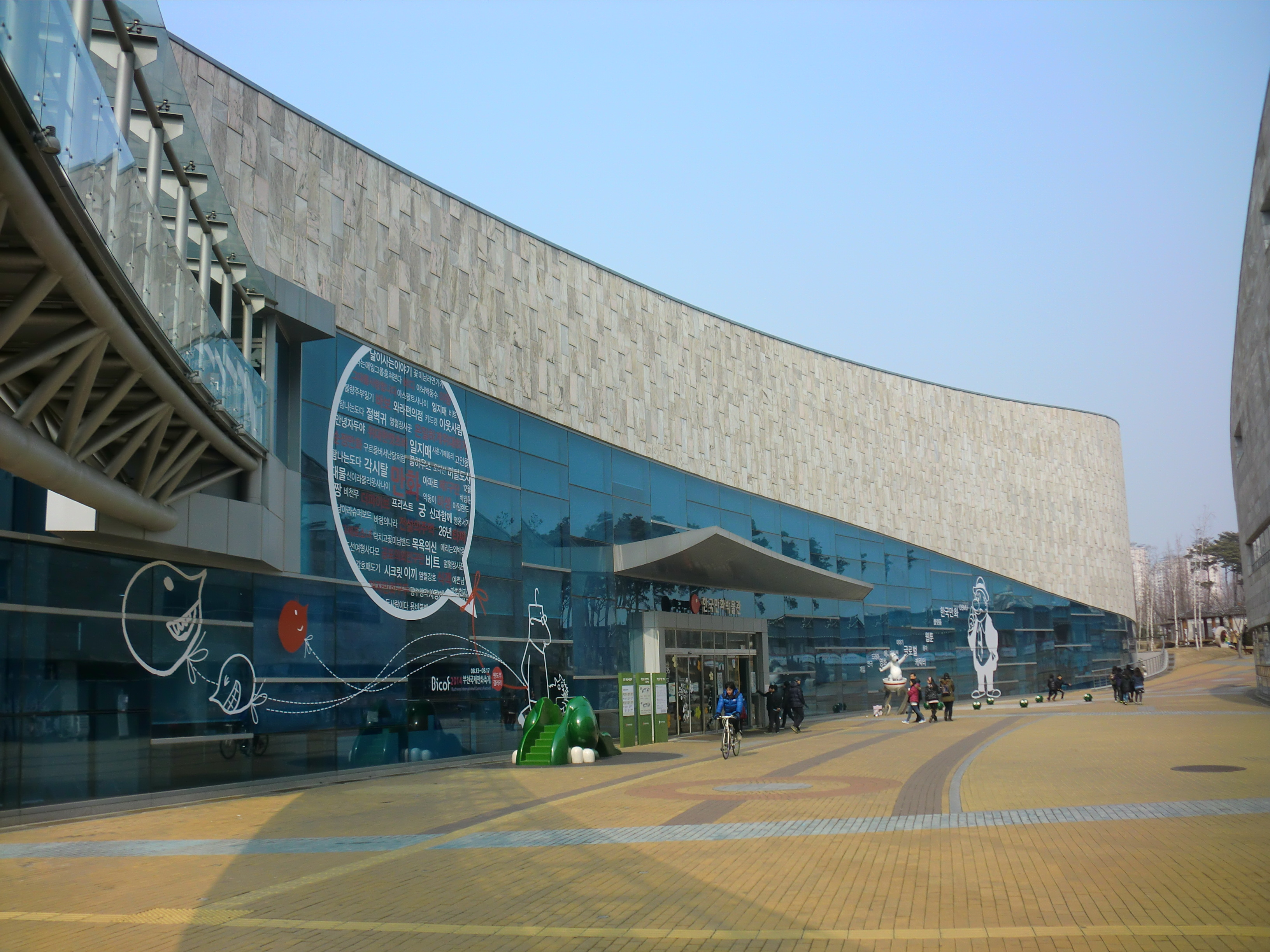
京畿道富川市にある韓国漫画博物館

韓国の漫画（かんこくのまんが）では、大韓民国で製作された漫画について解説する。
現代の韓国漫画は日本の漫画から大きな影響を受けており、その理由として日本漫画の影響を受けていた初期の漫画家達が基盤を作ったことが関係しているとも言われる。ただしハングル・朝鮮語は左から横書きするため、韓国の漫画は欧米の書籍と同様に左開きである（中には右開きの本もある）。
「漫画」は日本の明治時代に"comic" "cartoon"の日本語訳として「漫画」という言葉を北澤楽天や今泉一瓢が使用した和製漢語が伝播したものであり、韓国ではこの「漫画」という漢字は朝鮮語読みで（ハングル表記では「만화」、アルファベット表記では「manhwa」）「マンファ」「マヌァ」と発音し、韓国の漫画だけでなく漫画全般を指す言葉として使われている。なお欧米など韓国国外のアルファベット圏では「manhwa」という場合は韓国の漫画作品を指す。

## 歴史

### 近代

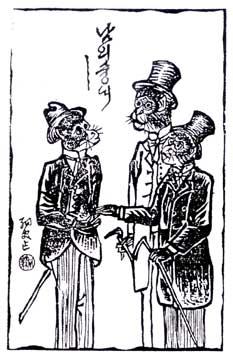
李道栄により『大韓民報』で発表された刺画「他人の真似」（1909年6月7日）

1883年10月30日、韓国最初の新聞『漢城旬報』（한성순보）が発行され、他の新聞が後に続いた。これらには記事を解説する挿絵は載せられていたものの、漫画は掲載されていなかった。1909年6月2日に発行された『大韓民報』（대한민보）紙上において、初めて「挿画」が登場した。ソウル出身の画家李道栄
（이도영、1884年-1933年あるいは1885年-1934年）による『挿画』（삽화）と題されたこれらの木版画は、主に当時の韓国知識人への風刺と民衆への啓蒙を主題としていた。「他人の真似」（남의 숭내）と題された作品では、欧米の文化を上辺だけ模倣している当時の知識人の姿が、フロックコート姿の猿として戯画化されている。1910年の韓国併合により大韓民報は廃刊となり、李道栄の「挿画」は1年で終了したが、新聞などでは、この戯画は『100年以上の歴史を持つ韓国漫画の最初の作品』と紹介されている。
日本統治時代の1924年に朝鮮日報に掲載されたノ・スヒョン（노수형）の連載四コマ漫画『愚か者の骨折り損』（멍텅구리헛물켜기）において、初めて朝鮮人作家の漫画でフキダシが用いられた。

### 第二次世界大戦以降
1945年に日本が降伏し、朝鮮半島はアメリカ合衆国とソビエト連邦の統治下に置かれた。日本で北宏二の筆名で漫画家として活躍していた金龍煥（김용환、1912年-1998年）は朝鮮半島に帰国して漫画を描き続け、彼の『コジュブ三国志』に登場するコジュブは韓国最初の人気漫画キャラクターとなった。金龍煥は1948年9月15日に韓国初の漫画雑誌『漫画行進』（만화행진）を創刊したが、この漫画誌は2号で廃刊となった。
しかし翌1949年3月13日に、週刊漫画雑誌『漫画新報』を創刊し、この雑誌は1年間続いた。同誌で連載していた主要な漫画家としては、金星煥、金龍煥、申東憲（신동헌）、キム・ウィファン（김의환）、イ・ヨンチョン（이영천）がいる。しかしあくまでもこの頃の韓国の漫画は出版社は零細で、買って読むよりは、文房具店などの店先で客寄せに使われる程度のものであった。
1950年に朝鮮戦争が勃発すると、韓国および北朝鮮の漫画は互いの陣営を非難するプロパガンダに使われた。プロパガンダ文書としての漫画は主に韓国側で制作された。金龍煥の『兵士トッドリ』は韓国側の兵士の士気高揚に使われた。これらの作品は費用軽減のため粗悪な一枚の紙に印刷されていたことから、「紙片漫画」（딱지만화）と呼ばれ、釜山で制作されていた。
朝鮮戦争が停戦すると、1960年代半ばから韓国でマンファパン（漫画房、만화방）と呼ばれる貸本屋が流行した。これらの貸本屋では『漫画世界史』（만화세계사）等の作品が人気を博し、これをきっかけに人気漫画誌『アリラン』（아리랑）等の多数の漫画誌が出版された。パク・キジョン(박기정)やキム・ジョンレ(김정래)による長く複雑なストーリーを持つ200ページ程度の漫画単行本も発行された。
1950年代終りから1960年代初めにかけて、韓国の漫画は多様化していった。当時支配的だったのは明朗漫画（명랑만화）と呼ばれる大人向けの3-4ページのユーモア漫画であったが、この時期に新しいジャンルの漫画が生まれた。申東宇(신동우)や金珊瑚(김산호) 、朴其堂(박기당)といった漫画家らはSF漫画やファンタジー漫画を描き始め、パク・キジョン は日本統治時代を舞台に満州で日本軍と戦う韓国人少年の活躍を描く歴史漫画『爆弾児』（폭탄아）を執筆した。少女を対象読者層とした純情漫画（순정만화）は、クォン・ヨンソプ(권영섭)、チェ・サンロク (최상록)、チョ・ウォンギ(조원기)、チャン・ウンジュ(장은주)らにより描き始められた。
同時に1950年代は、日本漫画が流入し、不法コピーが行われるようになった時代でもあった。その代表例が日本漫画の「少年ケニア」の不法コピー版「ジャングルの王子」である。これは釜山の業者によって日本から持ち込まれ、このマンガのコピー技術がのちの韓国の海賊版マンガの典型になったとも言われている。こうした海賊版マンガは、作者名が日本人名ではなく韓国人あるいは不透明となっており、韓国では海賊版マンガと意識されずに読まれていた。
1961年5月16日の朴正煕による軍事クーデター以降、韓国の漫画と漫画家には厳しい検閲が課せられ、貸本漫画の発行は合同出版社により行われるようになった。1966年に設立された合同出版社は韓国における漫画の出版と流通を独占し、規制の下で韓国漫画の質は低落していった。日本との国交断絶により日本の海賊版マンガが検閲の対象外となっていたため、日本の海賊版マンガの流通に拍車をかけ、多くの日本漫画の海賊版が出回った時代でもある。

### 1970年代以降
70年代には日本の「マジンガーZ」の影響を受けた「ロボットテコンV」などSF漫画が人気が出たり、「キャンディ・キャンディ」「ベルサイユのばら」などの海賊版が登場し、後の韓国の純情マンガに大きな影響を与えることとなる。
1972年には、日刊スポーツ (韓国)（일간스포츠）紙上で韓国最初の長編歴史漫画となるコ・ウヨン（고우영）の『林巨正』(義賊林巨正を題材)（임꺽정）がある。『林巨正 (小説)』は1928年から10年間にわたり洪命熹（홍명희）が朝鮮日報で連載した歴史小説の漫画化であり、後に続く『水滸誌』（수호지）、『三国志』（삼국지）、『西遊記』（서유기）といった一群の劇画形式による大人向け歴史漫画の先駆けとなった。
また、反共宣伝、反北朝鮮宣伝、愛国教育を目的とした安保漫画（안보만화）も多く制作された。これらの作品はSFであっても主に北朝鮮、共産主義者、金日成、朝鮮人民軍などを倒す韓国人の主人公が描かれ北朝鮮側或いは共産主義者側は悪魔や宇宙人、それらの傀儡に仕立てあげられていた作品が多かった。その他韓国軍の兵士生活を美化したものや、韓国軍人の英雄談を題材にした作品もあった。

### 漫画市場の縮小
1997年から、同年に制定された「青少年保護法」により漫画が青少年に有害な物と指定されたことや、アジア通貨危機の景気悪化が強い影響を及ぼした。漫画出版社や書店での取り扱いが著しく減少したため、多くの漫画家が職を失い、市場全体の縮小に繋がった。漫画雑誌を買わなくなった読者は貸本屋で済ますようになり、貸本漫画が各出版社で相次いで刊行された。

### ウェブトゥーンの台頭
2000年代に入ると、インターネット上でページを縦にスクロールして読む電子紙芝居のような趣の「ウェブトゥーン」が登場し急速に普及する。当初は一部の漫画家から「一過性の流行に過ぎない」と批判もあったが、次第に新たな漫画のスタイルとして定着していった。
ウェブトゥーンは基本的に週1回の更新で、フルカラーで描かれている。編集者はおらず、作者の裁量による自由な創作が可能で、サイトに投稿された読者の感想がアドバイスとなり、多様な創造性に繋がっている。
給料は閲覧数に応じて支払われるが、雑誌連載の1/2程度となっており、アシスタントを雇う程の余裕は無い。多くの漫画は無料で閲覧でき、一部有料の物もあるが日本円で30円程度と価格も安い。2008年にコリアハウスからウェブトゥーンを単行本にした物が出版され好調な売り上げを記録した。

## 政府による漫画産業振興
2000年代になると韓国政府による漫画産業が積極的に行われた。2006年に富川メディア振興院が設置され、韓国漫画産業の基地として活動を開始、それまで各国持ち回りで行われていたマンガサミットの本部を韓国に設置するなど、マンガに関する国際文化交流の中心になるべくの政策が実施された。また富川国際漫画祝祭（BICOF）を開催し、海外漫画家を招聘するなどの活動も行われている。
評論家の山田五郎は、韓国の2008年度の文化振興予算は1169億で、日本の1018億円より多く、国家予算との比率では日本の約7倍であり、自国市場がそれほど大きくない韓国はコンテンツ産業に活路を求め、国家的な規模で韓国の漫画・アニメなどの商品も宣伝と輸出を積極的に推し進めており、フランスで開催されたJapan Expoでは韓国コンテンツ振興院がブースを出展して韓国の漫画をはじめとした韓国文化を紹介し、物議をかもしている様子を伝え、「民間のイベントに（韓国は）国ぐるみで参加している。あれだけ日本嫌いでプライドの高い韓国政府がジャパンに乗っかっている。なりふり構わない文化輸出政策が行われている」「日本が圧倒的優位だと思っていたら家電製品がそうだったようにコンテンツ産業も韓国にイニシアチブを持っていかれかねない」と危惧し「出版社とか民間のコンテンツ企業が海外市場対策に本腰を入れてイニシアチブを取れるように乗り出した方がいい」と語った。

### 政治宣伝としての漫画振興
2013年4月13日、韓国政府は旧日本軍の従軍慰安婦問題を取り上げた漫画を外国語で制作し国際社会に配布することを表明。慰安婦問題に関する教育・広報用の漫画を制作し、「アングレーム国際漫画祭」にも出品する計画も明らかにした。同日、韓国女性家族部の趙允旋長官はソウルの同部庁舎にアングレーム市の市長や同国際漫画祭組織委ディレクターを招待し、協力を要請した。

## 韓国の主要な漫画出版社
- 大元 C.I.（대원씨아이）
- 鶴山文化社（학산문화사）
- 時空社（英語版）（시공사）
- ソウル文化社（서울문화사）

## 韓国の漫画作品
- 『赤ちゃん恐竜 ドゥーリー』（아기공룡 둘리） - 金水正（英語版、朝鮮語版）（キム・スジョン、김수정）
- 『大朝鮮帝国史』 金珊瑚
- 『科学漫画サバイバルシリーズ』 アイセウム社
- 『ドクター・フロスト』 イ・ジョンボム（英語版）
- 『風のファイター』 パン・ハッキ（朝鮮語版）
- 『アメリカーノエクソダス』 パク・ジウン（朝鮮語版）
- 『捨てられた皇妃』 Yuna
- 『ルブバハフ王国再建設記』 キム・ミニ
- 『タムナ（朝鮮語版）』 チョン・ヘナ（朝鮮語版）(2009年の韓国ドラマ『タムナ 〜Love the Island〜の原作)
- 『らぶきょん LOVE in 景福宮』（原題：宮 궁） - 朴素熙（パク・ソヒ）
- 『FULL HOUSE フルハウス（英語版）』（FULL HOUSE 풀하우스） - 元秀蓮（ウォン・スーヨン）(2004年の韓国ドラマ『フルハウス』の原作)
- 『離すな、魂の綱』 シン・テフン原作、ナ・スンフン作画
- 『嫌日流』（ヒョミルリュ、혐일류） - 佯病説（ヤン・ビョンソル）
- 『マンガ 嫌日流』 金城模
- 『I.N.V.U（英語版）』 - キム・ガンウォン
- 『K2（Kill me Kiss me）（英語版）』 - リ・ヨンユ（英語版）
- 『11番目の猫（英語版）』（열한번째 고양이） - キム・ミギョン（ドイツ語版）
- 『NOW 儺雨（英語版）』（나우）- 朴晟佑（パク・ソンウ）
- 『南伐（英語版）』（ナムボル、남벌）- 李賢世（英語版）（イ・ヒョンセ）
- 『熱血江湖（朝鮮語版）』（열혈강호 熱血江湖） - ジョン・グッジン原作／梁載賢（ヤン・ジェヒョン）作画（日本の漫画雑誌『週刊コミックバンチ』で2001年から2002年まで翻訳連載）
- 『PRIEST（英語版）』（프리스트）- 邢民友（ヒョン・ミンウ）(2011年のハリウッド映画『プリースト』の原作)
- 『魔王日記（英語版）』（마왕일기） - カラー
- 『LESBIJUEX（英語版）』（레비쥬） - パク・サンソン
- 『ラグナロク』（라그나로크） - 李命進（イ・ミョンジン）
- 『YUREKA（英語版）』 - ソン・ヒジュン原作／キム・ユンギョン画
- 『食客（英語版）』 - ホ・ヨンマン(食客(映画)（英語版）原作)
- 『ハロージャドゥ』 - イビン（本名はパク・ウンジ）
- 『バンジのにゃむにゃむ日記』（原題は『バンジのいい加減な秘密日記、반지의 얼렁뚱땅 비밀일기』） - ポプラ社から日本向け邦訳版が刊行されている。アニメ版の原題は、『バンジの秘密日記、반지의 비밀일기』で、アニメ版も原作と同じ邦題である。
- 日本で連載された韓国作家作品
  - 『新暗行御史』 - 原作尹仁完、作画梁慶一小学館月刊サンデーGX2001年全17巻

## 韓国の漫画家
- 黄美那
- 林まつり
- 申龍錧
- Emily
- 高冶星
- イ・ジンジュ
- 林光默
- 崔ミル
- CUTEG
- Tiv
- 李元馥
- 金孝源
- 千桂永
- Boichi
- 邢民友
- 柚弦
- 金宣希
- 金童話
- T.Jun
- 林達永